# Ígor Grabar
Ígor Emmanuílovich Grabar, en ruso: Игорь Эммануилович Грабарь (Budapest, 25 de marzo de 1871 - Moscú, 16 de mayo de 1960), fue un pintor, historiador del arte y museólogo soviético. Mantuvo amistad con Alekséi von Jawlensky y Marianne von Werefkin.